# Tracheitida amazoňanů
Tracheitida amazoňanů je respirační virové onemocnění papoušků. Původcem je herpesvirus sérologicky příbuzný s virem infekční laryngotracheitidy drůbeže; je považován za jeho mutantu. Vnímaví jsou zejména papoušci rodu Amazona. Experimentálně je možné infikovat i kura domácího a bažanty, ale onemocnění u nich probíhá jen v mírné formě.
Průběh nemoci může být perakutní, akutní i chronický (doba trvání až 9 měsíců). Pozoruje se fibrinózní až nekrotický výtok z očí, nozder a dutiny zobáku, namáhavé dýchání s otevřeným zobákem, šelesty, chrapoty a kašlání. K úhynům dochází udušením.
Při pitvě se nachází serózní až pseudomembranózní (příp. i hemoragický) zánět nosních dutin, hltanu, hrtanu a průdušnice. Obturace průdušnice bývá způsobena fibrinózně nekrotickou masou. Mikroskopicky se zjišťují intranukleární inkluze v epiteliálních buňkách. 
Diagnostika je založena na klinice, pitevním nálezu, nálezu intranukleárních inkluzí a mikrobiologickém vyšetření. Diferenciálně diagnosticky je nutné odlišit jiné respirační infekce, jako např. neštovice, Necastleskou nemoc, chlamydiózu, influenzu A, kandidózu, aspergilózu, trichomonózu, syngamózu a hypovitaminózu A.